# Passo de Albula
O Passo de Albula é um colo de montanha situado nos Alpes de Albula,  entre Tiefencastel (Vale de Albula) e La Punt (Engadina), no cantão dos Grisões (Suíça).

## Características
A 2 312 m de altitude, é praticável desde 1695. A estrada que o atravessa liga Thusis (Reno posterior) com La Punt (Engadina)
O combóio turístico Expresso do Glaciar assim como o Expresso Bernina atravessam a montanha através do Túnel de Albula que se encontra a 1 820 m de altitude.